# Batak (Philippines)
Pour les articles homonymes, voir Batak.

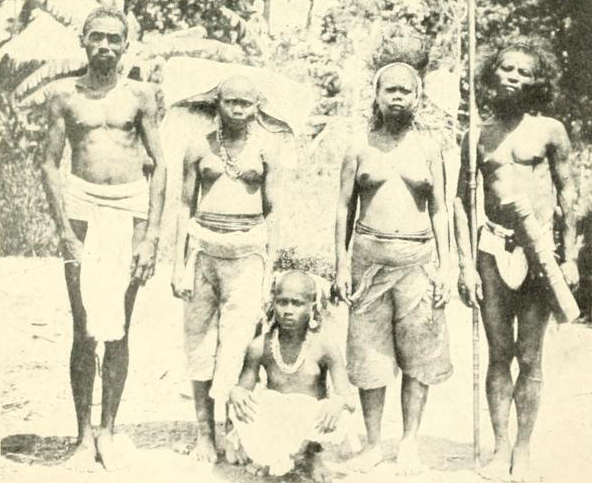
Groupe de Bataks (1913)

Les Batak, encore appelés Tinitianes, habitent le nord-est de l'île de Palawan aux Philippines. Il ne reste plus qu'environ 500 Batak.
Certains anthropologues les considèrent comme apparentés aux Aeta du centre de l'île de Luçon et les classent parmi les populations dites Négritos. Ils sont en effet plutôt petits de taille, ont la peau foncée et les cheveux crépus, traits qui ont amené les premiers Espagnols arrivés aux Philippines à appeler Negritos (« petits noirs ») les populations de ce type.
D'autres anthropologues cherchent plutôt à rattacher les Batak à des populations similaires en Malaisie ou dans les îles Andaman. (Il existe aussi une ethnie nommée Batak dans le nord de l'Indonésie)
Les Batak mènent une vie de chasseurs-cueilleurs combinée à la culture de plantes comestibles et la culture sur brûlis qu'on appelle kaingin.
Ils pratiquent également le commerce. On pense que dès 500 apr. J.-C., ils avaient des relations commerciales avec des Chinois. L'île de Palawan possède en effet une denrée précieuse pour les Chinois, les nids d’hirondelle. Aujourd'hui, les Batak ont plutôt tendance à éviter tout contact avec les étrangers.

## Langue
La langue batak fait partie du groupe dit "palawano" du rameau des langues méso-philippines de la branche malayo-polynésienne des langues austronésiennes.